# قائمة قلاع الجزائر

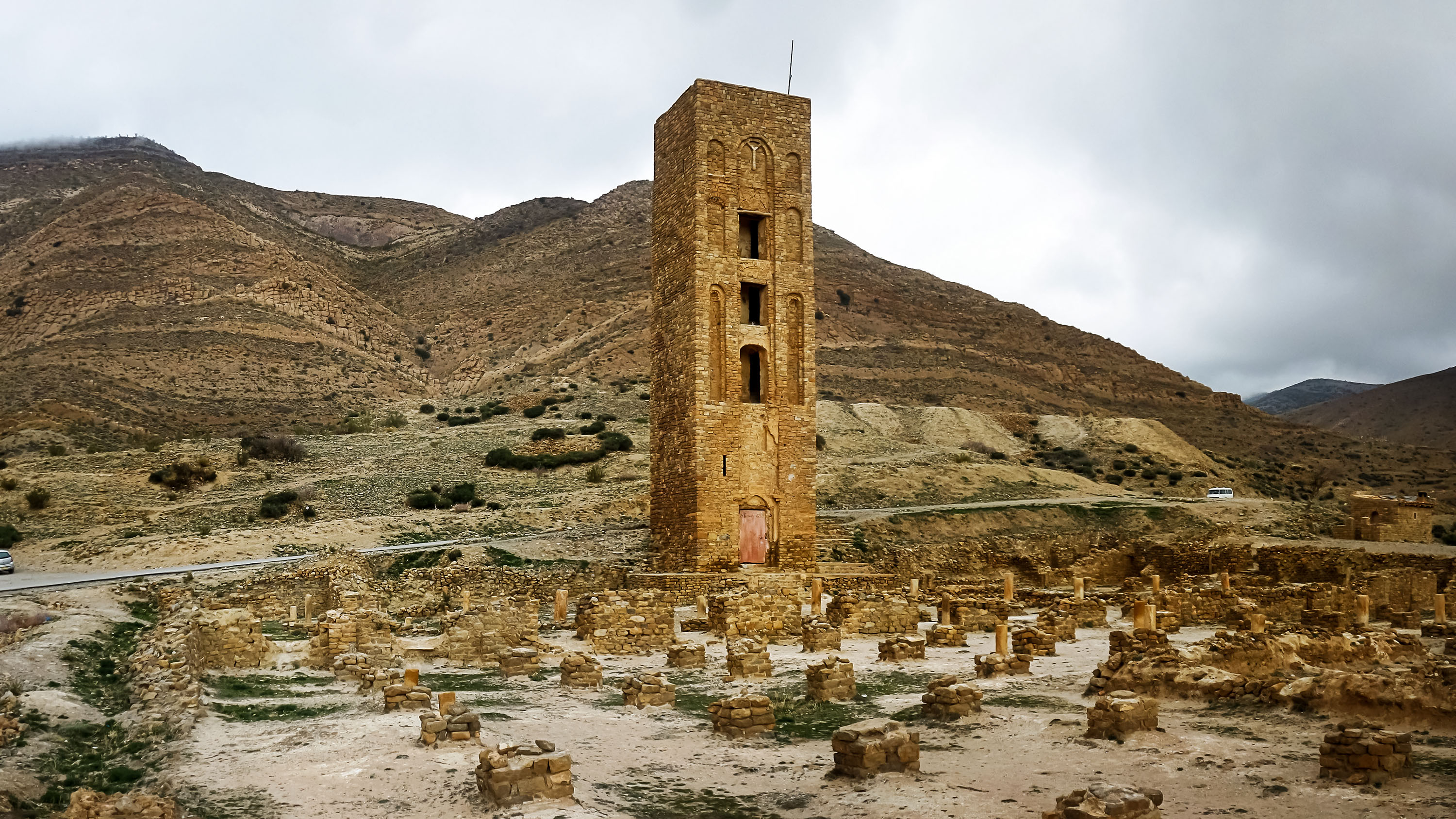
قلعة بني حماد

القَلْعَة هو حصن منيع يشيَّد في موقع يصعب الوصول إليه، وغالبًا ما يكون على قمة جبل أو مشرفًا على بحر، وقد وجد بعضها مشيداً على أرض منبسطة.

## قائمة قلاع الجزائر
تحتوي هذه القائمة على أسماء القلاع في الجزائر.
- آشير

- برج تامنتفوست
- برج مولاي حسن

- قلعة بني حماد
- قلعة بني راشد
- قلعة بني عباس
- قلعة تيزقرارين